# Apamea atriclava
Apamea atriclava là một loài bướm đêm thuộc họ Noctuidae. Nó được tìm thấy ở Bắc Mỹ, bao gồm British Columbia.
It was formerly considered to be a subspecies của Apamea lignicolora.
Sải cánh khoảng 43 mm.